# Dorno-Gobi-Aimag
Koordinaten: 45° 0′ N, 110° 0′ O

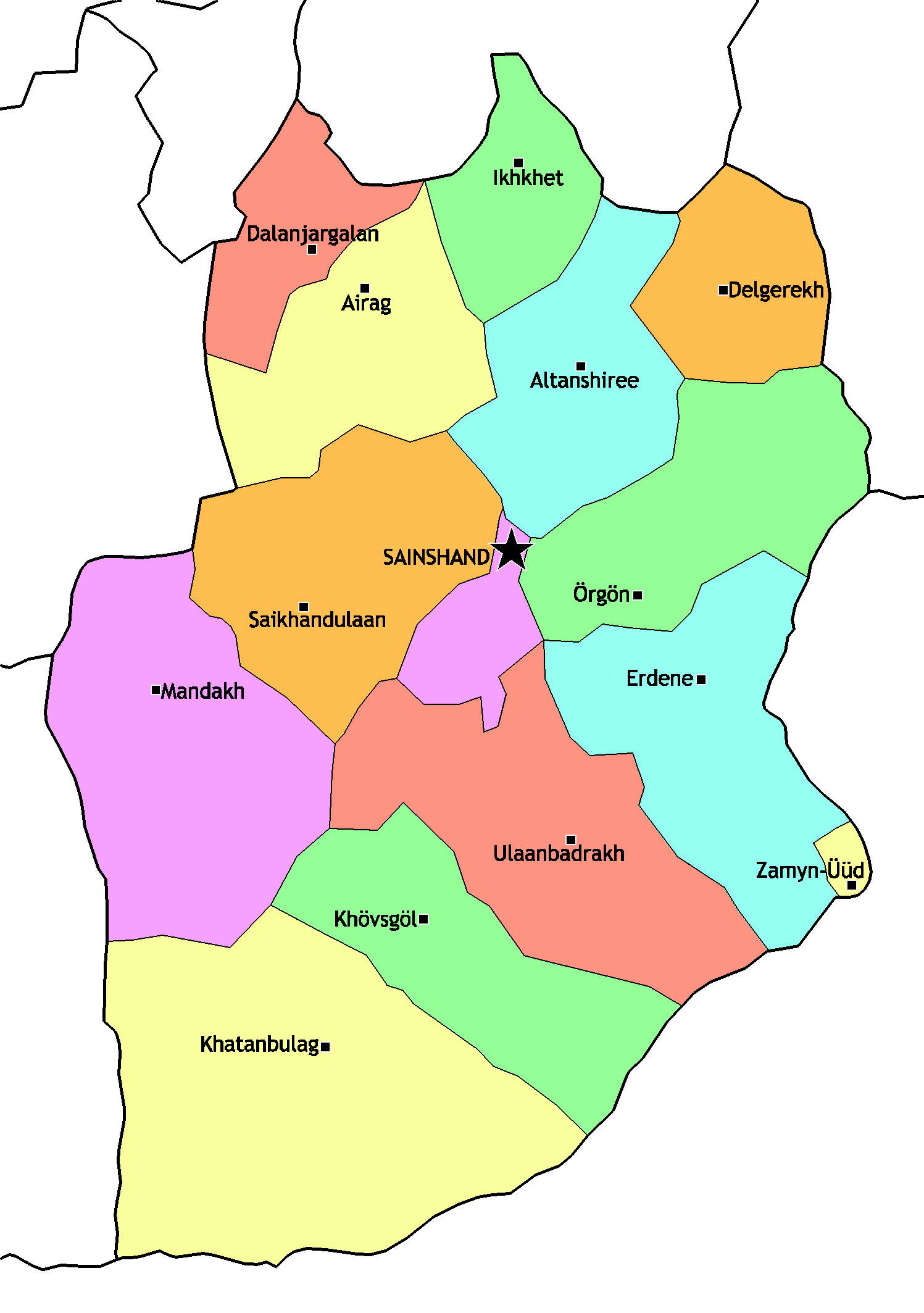
Die Sums des Dorno-Gobi-Aimag (englische Schreibweise der Namen)

Der Dorno-Gobi-Aimag (mongolisch Дорноговь Аймаг, Ostgobi) ist ein Aimag (Provinz) der Mongolei, im Südosten des Landes gelegen. Die Provinz besteht überwiegend aus
aridem Hochland und liegt im Schnitt über 1000 m. Langanhaltende Dürren und schwere Sandstürme erschweren die menschliche Besiedlung. Von den rund 54.000 Einwohnern leben über ein Drittel in der Provinzhauptstadt Sainschand. In dem am dünnsten besiedelten Sum (Kreis) Mandach leben auf 12.700 Quadratkilometer lediglich 1648 Personen. Das Gebiet ist reich an Bodenschätzen, insbesondere Flussspat und Kohle, möglicherweise auch Erdöl.
Das Wappen des Aimag zeigt hinter einer Flamme einen Dinosaurier, was auf die bedeutenden Fossilienfunde in dieser Region hinweist.

## Administrative Gliederung
| Sum              | Mongolisch    | Bevölkerung (2000) | Bevölkerung (2006) | Bevölkerung (2008) | Fläche (km²) | Dichte (/km²) | Sum Zentrum Bevölkerung (2008) |
| ---------------- | ------------- | ------------------ | ------------------ | ------------------ | ------------ | ------------- | ------------------------------ |
| Airag            | Айраг         | 3.467              | 3.486              | 3.566              | 7.442,6      | 0,48          | 2.535                          |
| Altanschiree     | Алтанширээ    | 1.547              | 1.422              | 1.307              | 7.225,7      | 0,8           | 372                            |
| Chatanbulag      | Хатанбулаг    | 3.362              | 3.082              | 3.024              | 18,669.4     | 0,16          | 608                            |
| Chöwsgöl         | Хөвсгөл       | 1.720              | 1.461              | 1.478              | 8.377        | 0,18          | 372                            |
| Dalandschargalan | Даланжаргалан | 2.332              | 2.479              | 2.486              | 4.045,9      | 0.61          | 717                            |
| Delgerech        | Дэлгэрэх      | 1.893              | 1.733              | 1.768              | 4.858,1      | 0,36          | 424                            |
| Dsamyn-Üüd       | Замын-Үүд     | 5.486              | 9665               | 11.527             | 486,8        | 23,68         | 11.527                         |
| Erdene           | Эрдэнэ        | 2.832              | 2.448              | 2.320              | 9.952        | 0,23          | 1.534                          |
| Ich Chet *       | Их хэт        | 2.701              | 2.278              | 2.219              | 4.152,5      | 0,53          | 1.624                          |
| Mandach          | Мандах        | 1.905              | 1.648              | 1.555              | 12.660,6     | 0,12          | 385                            |
| Saichandulaan    | Сайхандулаан  | 1.281              | 1.301              | 1.207              | 9.558,3      | 0,13          | 368                            |
| Sainschand **    | Сайншанд      | 18.290             | 19.548             | 19.891             | 2.342,8      | 8,49          | 18.285                         |
| Ulaanbadrach     | Улаанбадрах   | 1.730              | 1.550              | 1.494              | 11.370,9     | 0,13          | 353                            |
| Örgön            | Өргөн         | 2.028              | 1.922              | 1.796              | 8.689,6      | 0,21          | 1.044                          |

* - Tosgon (Urbanes Gebiet)

** -  Hauptstadt Sainschand des Aimag